# The Hoax
The Hoax er en amerikansk dramafilm fra 2006 instrueret af Lasse Hallström efter manuskript af William Wheeler baseret på Clifford Irvings bog af samme navn. Filmen har Richard Gere, Alfred Molina, Marcia Gay Harden og Eli Wallach på rollelisten. Gere blev nomineret til en Satellite Award for bedste skuespiller for sit portræt af Clifford Irving.

## Medvirkende
- Richard Gere – Clifford Irving
- Alfred Molina – Richard Suskind
- Marcia Gay Harden – Edith Irving
- Hope Davis – Andrea Tate
- Julie Delpy – Nina van Pallandt
- Stanley Tucci – Shelton Fisher
- Eli Wallach – Noah Dietrich

## Ekstern henvisning
- The Hoax på Internet Movie Database (engelsk)
- The Hoax på Filmdatabasen
- The Hoax på Scope
- The Hoax i Svensk Filmdatabas (svensk)
- The Hoax på AlloCiné (fransk)
- The Hoax på MovieMeter (nederlandsk)
- The Hoax på AllMovie (engelsk)
- The Hoax hos American Film Institute (engelsk)
- The Hoax' profil hos Encyclopædia Britannica Online (engelsk)
- The Hoax på Turner Classic Movies (engelsk)